# موزه تاریخ طبیعی (تبریز)
موزهٔ تاریخ طبیعی یکی از موزه‌های شهر تبریز است که در بلوار آزادی قرار گرفته‌است. این موزه در سال ۱۳۷۲ خورشیدی و در محل سازمان محیط زیست استان آذربایجان شرقی تأسیس شده‌است. این موزه ۲۰۰ متر مربع مساحت دارد و در جنب ساختمان اداره کل حفاظت محیط زیست استان آذربایجان شرقی قرار گرفته‌است.

## آثار

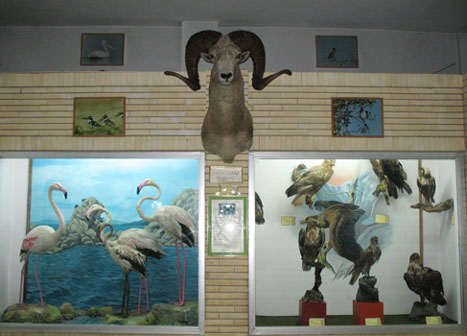

پیکرهای تاکسیدرمی جانوارن مختلف متعلق به استان آذربایجان شرقی و سایر نقاط ایران جمع‌آوری شده و پس از گذراندن مراحل آماده‌سازی در بخش‌های گوناگون موزهٔ تاریخ طبیعی به نمایش گذاشته شده‌است. از جمله اینکه پیکرهای کامل پرندگان، چرندگان، حشرات و خزندگان که برخی‌شان متعلق به گونه‌های نادر هستند، در این موزه به نمایش درآمده‌است.
- ۶۰ گونه پستاندار
- ۹۲ گونه پرنده
- ۱۵ گونه خزنده
- ۷ گونه‌آبزی
- ۲ نوع سنگواره
- ۴ مورد اسکلت حیوانی
- نمونه‌هایی از سخت‌پوستان و بندپایان
- ماکت دایناسورهای دوران دوم زمین‌شناسی